# Церковь Святого Георгия (Вараждин)
Церковь Святого Великомученика Георгия (серб. Црква светог великомученика Георгија) — храм Загребско-Люблянской митрополии Сербской православной церкви в городе Вараждин в Хорватии.

## История
Первое свидетельство о проживании в Вараждине православных сербов относится ко времени графини Катерины Цельской, жены графа Ульриха Цельского и дочери деспота Георгия Бранковича. В 1454 году сербские переписчики создали Вараждинский Апостол, который является первой сербославянской книгой, написанной на территории нынешней Хорватии. Со временем православная община исчезла. Вновь православные начали появляться в Вараждине в первой половине XVI века, что было связано с формированием Военной границы. После основания монастыря Лепавина (около 1555 года) православных вараждинцев окормляли лепавинские монахи. Не имея постоянного священника, сербы постепенно ассимилировались хорватами, переходя в католицизм или вступая в смешанные браки.
В 1875 году великим жупаном Вараждинской жупании стал надворный советник Огнеслав Утешенович-Острожинский, серб по национальности. В 1877 году ему удалось организовать отдельное обучение в Вараждинской гимназии для православных детей. В 1881 году вараждинским градоначальником стал Милан Врабчевич, тоже православный. 5 декабря 1882 года основана городская православная община, председателем которой избран Утешенович-Острожинский, а вице-председателем — Врабчевич. 7 декабря того же года общине выделили две комнаты на втором этаже театра, а в ноябре 1893 года городское правление выделило земельный участок на Банской площади для постройки храма.
Проект храма разработал местный инженер Жига Балочанский, а работами руководил местный строитель Радослав Ацингер. Строительная смета составила чуть более 6000 форинтов, что было небольшой суммой для такого проекта. Вараждинская православная община насчитывала всего 85 человек, поэтому средства на строительство жертвовали сербы со всей Австро-Венгрии и даже некоторые католики. До закладки краеугольного камня удалось собрать 3300 форинтов. Ещё 1000 форинтов передали местные власти. Строительство началось 28 июня 1884 года. 21 октября (2 ноября) того же года церковь освящена архимандритом Мироном (Николичем).
До 1891 года церковь относилась к приходу села Болфан, а после стала центром самостоятельного прихода, к которому был также отнесён город Великая Канижа. Первым настоятелем прихода 14 июня 1892 года стал Лазарь Богданович из Чепина. В 1900 году вараждинский приход насчитывал 250 человек, в том числе 134 солдата, в 1905 году — 158 человек.

## Архитектура
Храм построен в неовизантийском стиле с неороманскими элементами. Длина церкви внутри составляет 14,5 м, ширина — 7,3 м, высота — 9 м. Высота снаружи от фундамента до верхушки колокольни — 22,75 м. Вместимость составляет 230—250 человек.